# Friede Birkner
Elfriede Stein, auch bekannt unter ihrem Pseudonym Friede Birkner (* 24. April 1891 in Halle (Saale); † 17. Januar 1985 in Rottach-Egern), war eine deutsche Schriftstellerin.

## Biografie
Elfriede Stein, geb. Courths-Mahler, war die Tochter der Schriftstellerin Hedwig Courths-Mahler (1867–1950). Sie trat, wie ihre ältere Schwester Margarete, die gleiche Karriere wie die Mutter mit Unterhaltungsromanen an.
Während der Nazizeit geriet sie in politische Schwierigkeiten. Nach 1940 publizierte sie nicht mehr, erhielt 1941 Schreibverbot und wurde nach dem Heimtückegesetz zu 28 Monaten Haft und Zwangsarbeit verurteilt. Erst 1948 erschienen neue Romane von Friede Birkner.
Sie lebte in Rottach-Egern, wo sie auch begraben wurde.
Ihre Bücher wurden auch ins Tschechische und Niederländische übersetzt.

## Werke (Auswahl)
Friede Birkner schrieb ab 1918 über 70 Romane, unter anderem
- Die blonde Hindu, F. Rothbarth Verlag, Leipzig 1922.
- Gleiches Blut, Novelle, F. Rothbarth Verlag, Leipzig 1924.
- Raffkes neuer Chauffeur, F. Rothbarth Verlag, Leipzig 1924. Neuauflage Bastei Lübbe, Bergisch Gladbach 1976, ISBN 978-3-404-00458-4
- Wurstelpeter, F. Rothbarth Verlag, Leipzig 1925.
- Die vier Glückskinder vom Kleeblattschloß, F. Rothbarth Verlag, Leipzig 1925.
- Das Glück der Gladys Petersen, F. Rothbarth Verlag, Leipzig 1927.
- Amor auf Schleichwegen, F. Rothbarth Verlag, Leipzig 1928, Neuauflage  Lübbe Verlag, Bergisch Gladbach 1983, ISBN 978-3-404-10325-6
- Sidonie fesselt ihren Mann, Rothbarth Verlag, Leipzig 1931.
- Eine mutige Frau, Rothbarth Verlag, Leipzig 1932.
- Ich hab' es satt, Rothbarth Verlag, Leipzig 1933.
- Anderer Leute Sorgen, Rothbarth Verlag, Leipzig 1934.
- Mal was anderes! Rothbarth Verlag, Leipzig 1935.
- Die Welt ist ein Dorf, Rothbarth Verlag, Leipzig 1939.
- Bei uns geht es drunter und drüber, Rothbarth Verlag, Leipzig 1939.
- Ein ungewöhnlicher Mann, Rothbarth Verlag, Leipzig 1940.
- Diese schreckliche Frau Marlow, Holzwarth Verlag, Iserlohn 1948.
- Alice und ihre Freier, 2. Aufl., Titania-Verlag, Stuttgart 1950.
- Harry spielt mit dem Feuer, Erich Pabel Verlag, Rastatt 1952.
- Die rote Julia, Drei Lampen Verlag, Bonn 1952.
- Sensationen in Waldburg, Meister Verlag, Rosenheim 1953.
- Vier schöne Frauen, Amsel Verlag, Berlin 1953. Neuauflage Lübbe Verlag, Bergisch Gladbach 1991, ISBN 978-3-404-11673-7
- Der Punkt auf der Landkarte, Titania-Verlag, Stuttgart 1955. Neuauflage Lübbe Verlag, Bergisch Gladbach 1991, ISBN 978-3-404-11754-3
- Frechheit siegt, Widukind Verlag, Balve 1955.
- Unsere Kinder, Titania Verlag, Stuttgart 1955. Neuauflage 1972, ISBN 978-3-7996-1276-0
- Ohne Liebe heiraten sie nicht, Meister Verlag, Rosenheim 1956. Neuauflage Lübbe Verlag, Bergisch Gladbach 1989, ISBN 978-3-404-11393-4
- Dieses verrückte Testament, Titania-Verlag, Stuttgart 1957. Neuauflage Bastei-Lübbe, Bergisch Gladbach 1977, ISBN 978-3-404-00581-9
- Veilchen für Viola, Meister Verlag, Rosenheim 1959.
- Engel oder Sünderin, Meister Verlag, Rosenheim 1959. Neuauflage Bastei Lübbe, Bergisch Gladbach 1982, ISBN 978-3-404-14127-2
- Der Pantoffel in der Dachrinne, Titania-Verlag, Stuttgart 1959. Neuauflage Lübbe Verlag, Bergisch Gladbach 1979, ISBN 978-3-404-01305-0
- Beglückendes Leben, Meister Verlag, Rosenheim 1960.
- Lady Glorias Handschuhe, Meister Verlag, Rosenheim 1960. Neuauflage Bastei Lübbe, Bergisch Gladbach 1979, ISBN 978-3-404-01146-9
- Die schöne Lavinia, Meister Verlag, Rosenheim 1961.
- Diese unheimliche Familie, Titania-Verlag, Stuttgart 1961. Neuauflage Lübbe Verlag, Bergisch Gladbach 1986, ISBN 978-3-404-10823-7
- Die Herder-Kinder, Titania-Verlag, Stuttgart 1962. Neuauflage Lübbe Verlag, Bergisch Gladbach 1990, ISBN 978-3-404-11589-1
- Liebe ist keine Hexerei, Meister Verlag, Rosenheim 1962. Neuauflage Lübbe Verlag, Bergisch Gladbach 1981, ISBN 978-3-404-14120-3
- Kammerdiener gesucht, Titania-Verlag, Stuttgart 1963. Neuauflage Lübbe Verlag, Bergisch Gladbach 1978, ISBN 978-3-404-00831-5
- Zwei gestohlene Liebesbriefe, Titania-Verlag, Stuttgart 1963. Neuauflage Lübbe Verlag, Bergisch Gladbach 1985, ISBN 978-3-404-10523-6
- Wer sollte dich nicht lieben? Titania-Verlag, Stuttgart 1963. Neuauflage Lübbe Verlag, Bergisch Gladbach 1987, ISBN 978-3-404-10911-1
- Die fünf Orgelpfeifen, Titania-Verlag, Stuttgart 1964.
- Papa ist wieder mal verliebt, Meister Verlag, Rosenheim 1964. Lübbe Verlag, Bergisch Gladbach 1984, ISBN 978-3-404-10441-3
- Gibt's denn so was? Titania-Verlag, Stuttgart 1964. Neuauflage Lübbe Verlag, Bergisch Gladbach 1990, ISBN 978-3-404-11551-8
- Ein Tiger mit Herz, Meister Verlag, Rosenheim 1965.
- Der Chef ist verschwunden, Meister Verlag, Rosenheim 1965. Neuauflage Lübbe Verlag, Bergisch Gladbach 1980, ISBN 978-3-404-18032-5
- Die Tochter vom „Römischen Kaiser“, Titania-Verlag, Stuttgart 1966. Neuauflage Lübbe Verlag, Bergisch Gladbach 1992, ISBN 978-3-404-11819-9

- Liebe und Computer, Titania-Verlag, Stuttgart 1970, ISBN 978-3-7996-1260-9
- Wunderbar, ich bin verliebt! Titania Verlag, Stuttgart 1973, ISBN 978-3-7996-1292-0
- Der Ritter von der Spitzhacke, Titania Verlag, Stuttgart 1974, ISBN 978-3-7996-1300-2
- Jetzt weiss ich erst, was Liebe ist, Titania Verlag, Stuttgart 1978, ISBN 978-3-7996-1321-7

Nach ihrem Tod erschien die Biografie Unsere Mutter Hedwig Courths-Mahler, Anhalt Edition, Dessau 2017, ISBN 978-3-936383-28-7.